# Espen Haavardsholm
Pour les articles homonymes, voir Haavardsholm.
Espen Haavardsholm (né le 10 février 1945 à Oslo) est un écrivain et journaliste norvégien, auteur de romans, de nouvelles, d'essais et de biographies.

## Biographie
Il publie son premier ouvrage, un recueil de nouvelles, Tidevann (Marée), en 1966.
Son œuvre, influencée par le Nouveau Roman français et par la revue Tel Quel, est marquée par ses convictions politiques et par la dénonciation d'un monde aliéné et déshumanisé.
Maoïste, il milite dans ses ouvrages publiés dans les années 1970 pour une révolution communiste (Zink, 1971) et pour une transformation radicale de la société (par exemple dans Historiens kraftlinjer [Les Lignes de force de l’histoire] (1975) qui narre le voyage d'un jeune ouvrier en Albanie et sa découverte d'une société présentée comme idéale).
Toutefois, à partir des années 1980, il prend ses distances avec ces idéologies et ses œuvres, qui dès lors font alterner  fictions et récits autobiographiques, se font l'écho d'un désenchantement qui n'est toutefois jamais un renoncement.
Ainsi, dans Store fri, publié en 1983 (et traduit en français sous le titre Le Romantisme est mort, Anna !) Haavardsholm, à travers l'histoire de Tomas et Anna, qui s'aiment, se perdent de vue et se retrouvent, évoque la perte des illusions et la fin des utopies tout en affirmant que l'idéal de justice, même s'il a pris des chemins trompeurs, devait être porté. Le pire aurait été de ne pas le croire possible.
Haavardsholm a participé à la revue Profil.
Il est également l'auteur de biographie de son grand-père, Martin Linge, ou de Aksel Sandemose et Johan Borgen.